# Okurcalar, Alanya
Okurcalar là một thị trấn thuộc huyện Alanya, tỉnh Antalya, Thổ Nhĩ Kỳ. Dân số thời điểm năm 2011 là 3.936 người.